# Kiss Gyula (politikus)
Kiss Gyula (Miskolc, 1954. január 1. –) magyar ügyvéd, politikus.

## Életpályája
1975–1980 között a József Attila Tudományegyetem Jogtudományi Karának hallgatója volt. 1980–1982 között Miskolcon ügyvédjelölt volt. 1982–1990 között ügyvédként dolgozott a polgári jogi területen. 1989–1992 között az FKGP tagja, 1990. április-december között főtitkára, 1990. december-1991. június között alelnöke volt. 1990-ben és 1994-ben országgyűlési képviselőjelölt volt. 1990–1991 között tárca nélküli miniszter volt az Antall-kormányban; a Nemzetiségi Kollégium elnöke. 1991–1994 között munkaügyi miniszter volt az Antall- és Boross-kormányban. 1993–1996 között az EKGP alelnöke volt. 1994-től ügyvéd volt Budapesten. 1996-ban kilépett a pártból. 1997-től az MDF tagja, munkaügyi szakkollégium elnöke. 1999-től az országos választmány tagja.

## Díjai
- A Magyar Érdemrend középkeresztje (2020)[2]